# Frederick Wolff
Frederick Ferdinand "Freddie" Wolff CBE (Hong Kong, 13 de outubro de 1910 – Londres, 26 de janeiro de 1988) foi um velocista e campeão olímpico britânico.
Conquistou a medalha de ouro em Berlim 1936 integrando o revezamento 4x100 m junto com William Roberts, Godfrey Brown e Godfrey Rampling. Depois de participar de um circuito de corridas na Escandinávia em 1937, retirou-se do atletismo para cuidar dos negócios familiares.
Serviu na II Guerra Mundial como capitão de infantaria e após o conflito foi dirigir o negócio de seu avô no mercado de corretagem de commodities. Em 1970 serviu como presidente da  London Metal Exchange  e em 1975 foi condecorado pela rainha Elizabeth II como cavaleiro do Império Britânico, por seus serviços no ramo de exportações. Quando se aposentou, o jornal The Financial Times o descreveu como "o comerciante de metais mais conhecido do mundo". "Freddie", entretanto, sempre deixou claro que o único metal que jamais negociaria seria sua medalha de ouro olímpica.